# Altiplà volcànic

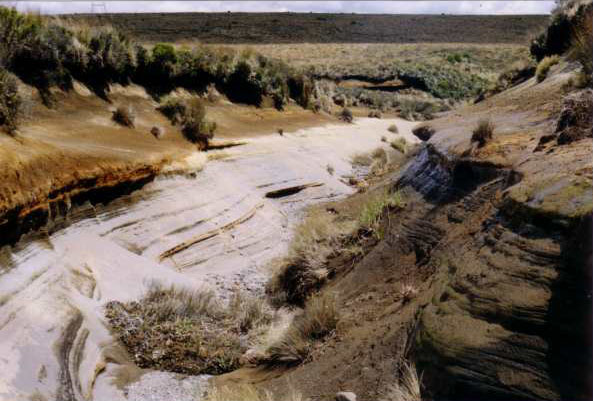
Desert de Rangipo a l'Altiplà Volcànic de l'Illa del Nord, Nova Zelanda. Nombroses capes de tefra són visibles.

Un altiplà volcànic és un altiplà creat per activitat volcànica. N'hi ha de dos tipus: altiplans de lava i altiplans piroclàstics.

## Altiplà de lava

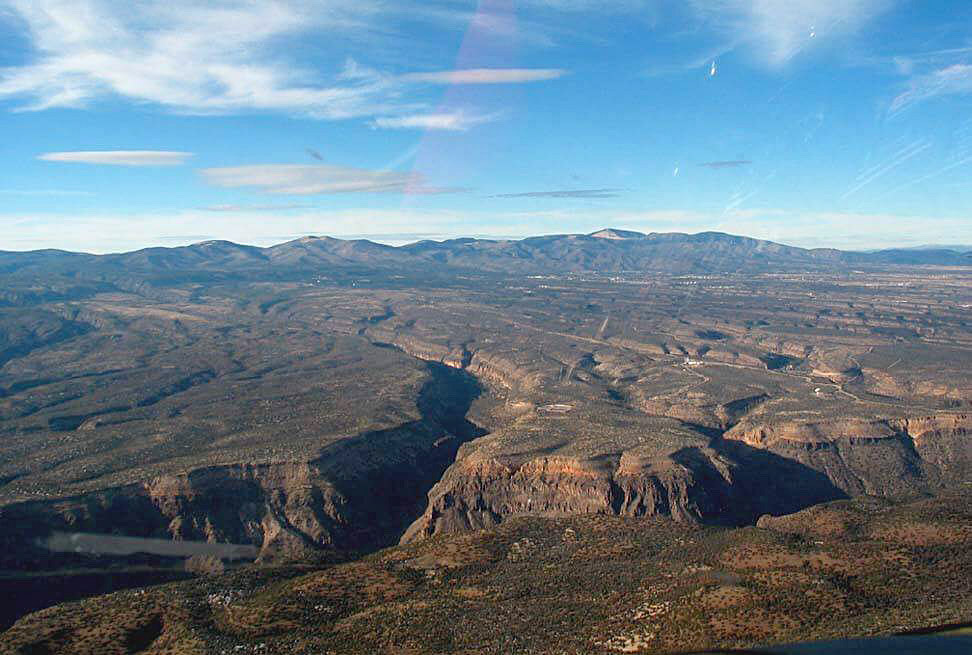
El Plateau Pajarito a Nou Mèxic, EUA, és un exemple d'altiplà volcànic.

Els altiplans de lava són formats per lava basàltica altament fluïda emesa en nombroses erupcions successives de molts volcans sense explosions violentes (erupcions tranquil·les). Aquestes erupcions són tranquil·les a causa de la baixa viscositat de la lava, de manera que és molt fluïda i conté una quantitat petita de gasos atrapats. Les capes resultants dels fluxos de lava poden ser ejectades a partir de fissures lineals o rifts o d'erupcions volcàniques gegantines a través de múltiples volcans (típics de l'era prehistòrica que va produir basalts d'inundació enormes). Múltiples i extensos fluxos successius de lava cobreixen el paisatge original tot formant finalment un altiplà, que pot contenir camps de lava, cons d'escòries, volcans escut i d'altres estructures volcàniques. En alguns casos, un altiplà de lava pot ser generat per un sol volcà com, per exemple, és el cas del volcà massiu de les Level Mountain al nord de la Colúmbia britànica, Canadà, el qual cobreix una àrea d'1,800 km² i un volum de 860 km3.
Potser el més extens de tots els altiplans basàltics subaeris va existir durant el Paleogen i possiblement s'estenia per 1,800,000 km² a la regió nord de l'oceà Atlàntic. Aquesta regió, coneguda com a Província ígnea de l'Atlàntic Nord, generalment es creu que fou trencada per la fustigació de l'escorça terrestre per formar l'actual conca oceànica.
La terra presenta nombrosos altiplans volcànics subaeris i submarins com el Plateau del riu Colúmbia (subaeri) i el vast altiplà d'Ontong Java (submarí).

## Altiplà piroclàstic
Els altiplans d'aquest tipus són formats per fluxos massius de roques piroclàstiques: aglomerats, tefra, cendres volcàniques cimentades en tufs, màfics o fèlsics.
Exemples inclouen el Shirasu-Daichi, que cobreix gairebé tot el sud de l'illa de Kyūshū al Japó, i el North Island Volcanic Plateau a Nova Zelanda.